# Cosmoderus maculatus
Cosmoderus maculatus är en insektsart som först beskrevs av Kirby, W.F. 1896.  Cosmoderus maculatus ingår i släktet Cosmoderus och familjen vårtbitare. Inga underarter finns listade i Catalogue of Life.